# انتخابات مجلس شورای اسلامی ۱۳۹۹–۱۳۹۸ (حوزه انتخابیه تهران، ری، شمیرانات، اسلامشهر و پردیس)
این مقاله دربارهٔ یازدهمین دورهٔ انتخابات مجلس شورای اسلامی در حوزه انتخابیه تهران، ری، شمیرانات، اسلامشهر و پردیس است. فهرست مشترک شورای ائتلاف نیروهای انقلاب اسلامی و جبهه پایداری انقلاب اسلامی که با نام «لیست وحدت» توانست همهٔ ۳۰ کرسی را به دست بیاورد.

## کارزار انتخاباتی
اصول‌گرایان با وجود اینکه خود را بسیار نزدیک به پیروزی در انتخابات مجلس یازدهم می‌دانستند و با وجود چندین ماه فعالیت تحت سازوکاری با نام شورای ائتلاف، تا روزهای پایانی نتوانستند به یک لیست واحد و مشترک برسند. اولین لیست اصول‌گرایان از سوی شورای ائتلاف نیروهای انقلاب اسلامی با نام «ایران سربلند» و با سرلیستی محمدباقر قالیباف منتشر شد. این طیف از اصولگرایان با مدیریت چهره‌هایی مانند غلامعلی حداد عادل، مهدی چمران، پرویز سروری، قالیباف و سید مصطفی میرسلیم اداره شد. دومین فهرست اصول‌گرایان هم مربوط به جبهه پایداری انقلاب اسلامی بود که با سرلیستی مرتضی آقاتهرانی دبیرکل جبهه پایداری منتشر شد.
اگرچه خبرگزاری فارس در شامگاه دوشنبه ۲۸ بهمن، از توافق شورای ائتلاف با جبهه پایداری بر روی انتشار یک فهرست مشترک و حل شدن اختلافات خبر داد ولی تا پیش از انتشار «لیست وحدت»، همچنان موضوع وحدت بین شورای ائتلاف و جبهه پایداری در هاله‌ای از ابهام قرار داشت. در کنار این دو گروه از اصول‌گرایان، برخی فعالان و شخصیت‌های سیاسی اصول‌گرا نیز به ارائه لیست‌های شخصی و مشورتی و همچنین حمایت از کاندیداهای اصولگرا پرداختند که عمدهٔ بروز و ظهورشان در شبکه‌های اجتماعی بود. در «لیست وحدت» نام ۷ چهرهٔ جدید وجود داشت که همگی از فهرست جبهه پایداری به این مجموعهٔ جدید منتقل شده‌بودند.
در حالی که اصلاح‌طلبان در خصوص رسیدن به ائتلاف و فهرست واحد به جمع‌بندی نرسیدند و شورای عالی سیاست‌گذاری اصلاح‌طلبان اعلام کرد که در تهران فهرست نخواهد داد، اما از همان ساعات اولیه چند حزب اصلاح‌طلب به دنبال نوعی ائتلاف بودند. در این میان، حزب کارگزاران سازندگی ایران فهرست مستقلی به نام یاران هاشمی ارائه داد که مجید انصاری، عضو ارشد مجمع روحانیون مبارز در صدر آن بود.
تعداد کل داوطلبان تأییدشده در این حوزه انتخابیه، ۱٬۴۵۳ نفر بود که ۱٬۲۵۹ نفر تا روز آخر در رقابت باقی ماندند.

## نتایج
«لیست وحدت» شامل تلفیقی از فهرست‌های «ایران سربلند» و «جبهه پایداری» بود که توانست همهٔ ۳۰ کرسی را از آنِ خود کند. نامزدهای غیرمشترک  این فهرست‌ها نتوانستند در بین منتخبان قرار بگیرند. در بین این ۳۰ منتخب، ۱۹ نفر از فهرست «ایران سربلند»، ۷ نفر از فهرست «جبهه پایداری» و ۴ نفر نیز مشترک بین دو فهرست بودند. یکی از ۷ نامزد منتخب جبهه پایداری، نامزد اختصاصی عدالت‌خواهان بود که از طریق قرار گرفتن در فهرست جبهه پایداری، به «لیست وحدت» راه پیدا کرده و جزو منتخبان قرار گرفت.
| #                 | نامزد                        | فهرست(ها)        | فهرست(ها)        | فهرست(ها)                         | تعداد رأی | ٪     |
| ----------------- | ---------------------------- | ---------------- | ---------------- | --------------------------------- | --------- | ----- |
| ↓ منتخبان ↓       |                              |                  |                  |                                   |           |       |
| ۱                 | محمدباقر قالیباف             |                  |                  | ایران سربلند                      | ۱٬۲۶۵٬۲۸۷ | ۶۸٫۶۹ |
| ۲                 | سید مصطفی میرسلیم            |                  |                  | ایران سربلند                      | ۸۹۲٬۳۱۸   | ۴۸٫۴۵ |
| ۳                 | مرتضی آقاتهرانی (س.)         |                  |                  | جبهه پایداری                      | ۸۶۸٬۰۲۵   | ۴۷٫۱۳ |
| ۴                 | الیاس نادران (س.)            |                  |                  | ایران سربلند / جبهه پایداری       | ۸۴۱٬۹۵۶   | ۴۵٫۷۱ |
| ۵                 | سید محسن دهنوی               |                  |                  | ایران سربلند / جبهه پایداری       | ۸۲۹٬۲۹۲   | ۴۵٫۰۲ |
| ۶                 | سید محمود نبویان (س.)        |                  |                  | ایران سربلند / جبهه پایداری       | ۸۲۱٬۲۰۳   | ۴۴٫۵۸ |
| ۷                 | سید احسان خاندوزی            |                  |                  | ایران سربلند                      | ۸۰۱٬۶۹۶   | ۴۳٫۵۳ |
| ۸                 | اقبال شاکری                  |                  |                  | ایران سربلند                      | ۷۹۵٬۲۱۱   | ۴۳٫۱۷ |
| ۹                 | ابوالفضل عمویی               |                  |                  | ایران سربلند                      | ۷۹۲٬۹۶۴   | ۴۳٫۰۵ |
| ۱۰                | بیژن نوباوه (س.)             |                  |                  | جبهه پایداری                      | ۷۹۲٬۵۶۵   | ۴۳٫۰۳ |
| ۱۱                | مجتبی توانگر                 |                  |                  | ایران سربلند                      | ۷۸۹٬۹۱۳   | ۴۲٫۸۹ |
| ۱۲                | فاطمه رهبر (س.)              |                  |                  | ایران سربلند                      | ۷۸۷٬۴۸۵   | ۴۲٫۷۵ |
| ۱۳                | محسن پیرهادی                 |                  |                  | ایران سربلند                      | ۷۸۵٬۴۵۰   | ۴۲٫۶۴ |
| ۱۴                | روح‌الله ایزدخواه             |                  |                  | عدالت‌خواه / جبهه پایداری          | ۷۸۴٬۴۵۶   | ۴۲٫۵۹ |
| ۱۵                | احمد نادری                   |                  |                  | ایران سربلند                      | ۷۸۳٬۵۴۵   | ۴۲٫۵۴ |
| ۱۶                | عبدالحسین روح‌الامینی         |                  |                  | ایران سربلند                      | ۷۷۹٬۴۷۹   | ۴۲٫۳۲ |
| ۱۷                | سید نظام‌الدین موسوی          |                  |                  | ایران سربلند / جبهه پایداری       | ۷۷۸٬۶۱۸   | ۴۲٫۲۷ |
| ۱۸                | زهره الهیان (س.)             |                  |                  | ایران سربلند                      | ۷۷۳٬۲۶۳   | ۴۱٫۹۸ |
| ۱۹                | مالک شریعتی                  |                  |                  | ایران سربلند                      | ۷۶۸٬۱۳۹   | ۴۱٫۷۰ |
| ۲۰                | مهدی شریفیان                 |                  |                  | ایران سربلند                      | ۷۶۰٬۰۱۶   | ۴۱٫۲۶ |
| ۲۱                | سید رضا تقوی (س.)            |                  |                  | ایران سربلند                      | ۷۵۳٬۳۰۷   | ۴۰٫۹۰ |
| ۲۲                | سمیه رفیعی                   |                  |                  | ایران سربلند                      | ۷۴۲٬۹۷۵   | ۴۰٫۳۴ |
| ۲۳                | سید علی یزدی‌خواه             |                  |                  | ایران سربلند                      | ۷۴۲٬۳۹۴   | ۴۰٫۳۱ |
| ۲۴                | علی خضریان                   |                  |                  | جبهه پایداری                      | ۷۴۰٬۰۳۳   | ۴۰٫۱۸ |
| ۲۵                | رضا تقی‌پور                   |                  |                  | جبهه پایداری                      | ۷۲۸٬۲۳۸   | ۳۹٫۵۴ |
| ۲۶                | فاطمه قاسم‌پور                |                  |                  | ایران سربلند                      | ۷۲۶٬۰۰۷   | ۳۹٫۴۲ |
| ۲۷                | مجتبی رضاخواه                |                  |                  | ایران سربلند                      | ۷۲۳٬۷۲۹   | ۳۹٫۲۹ |
| ۲۸                | زهره‌سادات لاجوردی            |                  |                  | جبهه پایداری                      | ۷۱۴٬۹۳۱   | ۳۸٫۸۲ |
| ۲۹                | غلامحسین رضوانی              |                  |                  | جبهه پایداری                      | ۷۱۱٬۶۰۸   | ۳۸٫۶۳ |
| ۳۰                | عزت‌الله اکبری تالارپشتی (س.) |                  |                  | ایران سربلند                      | ۶۴۲٬۲۱۴   | ۳۴٫۸۷ |
| ↓ سایر نامزدان ↓  |                              |                  |                  |                                   |           |       |
| ۳۱                | وحید یامین‌پور                |                  |                  | ائتلاف مردم / جبهه پایداری        | ۲۹۶٬۰۲۱   | ۱۶٫۰۷ |
| ۳۲                | حمید رسایی (س.)              |                  |                  | ائتلاف مردم                       | ۲۱۹٬۶۴۸   | ۱۱٫۹۳ |
| ۳۳                | علی جعفری                    |                  |                  | جبهه پایداری                      | ۱۵۰٬۴۲۲   | ۸٫۱۷  |
| ۳۴                | علیرضا محجوب (م.)            |                  |                  | ائتلاف برای ایران / یاران هاشمی   | ۹۵٬۳۹۳    | ۵٫۱۸  |
| ۳۵                | محمدصادق شهبازی‌راد           |                  |                  | عدالت‌خواه / جبهه پایداری          | ۸۶٬۱۸۰    | ۴٫۶۸  |
| ۳۶                | مجید انصاری (س.)             |                  |                  | ائتلاف برای ایران / یاران هاشمی   | ۶۹٬۱۵۱    | ۳٫۷۵  |
| ۳۷                | سهیلا جلودارزاده (م.)        |                  |                  | ائتلاف برای ایران / یاران هاشمی   | ۶۷٬۸۲۰    | ۳٫۶۸  |
| ۳۸                | مصطفی کواکبیان (م.)          |                  |                  | ائتلاف برای ایران                 | ۶۱٬۳۹۶    | ۳٫۳۳  |
| ۳۹                | سید محمد حسینی (س.)          |                  |                  | ائتلاف مردم                       | ۵۵٬۴۳۱    | ۳٫۰۱  |
| ۴۰                | سید محمد آقامیری             |                  |                  | ایران سربلند                      | ۵۱٬۴۰۶    | ۲٫۷۹  |
| ۴۱                | مهدی کوچک‌زاده (س.)           |                  |                  | ائتلاف مردم                       | ۴۹٬۳۲۶    | ۲٫۶۸  |
| ۴۲                | علی شمسی‌پور                  |                  |                  | ایران سربلند                      | ۴۷٬۵۱۱    | ۲٫۵۸  |
| ۴۳                | مصطفی زمانیان                |                  |                  | ایران سربلند                      | ۴۶٬۷۹۱    | ۲٫۵۴  |
| ۴۴                | وحید اشتری                   |                  |                  | عدالت‌خواه                         | ۴۶٬۵۸۸    | ۲٫۵۳  |
| ۴۵                | حسین پیرهادی                 | —                | —                | —                                 | ۴۵٬۹۵۶    | ۲٫۵۰  |
| ۴۶                | محمدصادق کوشکی               | —                | —                | —                                 | ۴۵٬۸۱۲    | ۲٫۴۹  |
| ۴۷                | سوده نجفی                    |                  |                  | ایران سربلند                      | ۴۴٬۹۱۴    | ۲٫۴۴  |
| ۴۸                | کیومرث هاشمی                 |                  |                  | ایران سربلند                      | ۴۴٬۵۶۲    | ۲٫۴۲  |
| ۴۹                | عاطفه خادمی                  |                  |                  | ایران سربلند                      | ۳۷٬۶۶۳    | ۲٫۰۴  |
| ۵۰                | زهرا ساعی (م.)               |                  |                  | ائتلاف برای ایران / یاران هاشمی   | ۳۶٬۲۳۹    | ۱٫۹۷  |
| ۵۱                | محمدرضا بادامچی (م.)         |                  |                  | ائتلاف برای ایران / یاران هاشمی   | ۳۵٬۶۷۵    | ۱٫۹۴  |
| ۵۲                | پروانه مافی (م.)             |                  |                  | ائتلاف برای ایران / یاران هاشمی   | ۳۳٬۶۰۹    | ۱٫۸۲  |
| ۵۳                | محمدعلی وکیلی (م.)           |                  |                  | ائتلاف برای ایران                 | ۳۱٬۹۴۹    | ۱٫۷۳  |
| ۵۴                | فریده اولادقباد (م.)         |                  |                  | ائتلاف برای ایران / یاران هاشمی   | ۳۱٬۵۹۷    | ۱٫۷۲  |
| ۵۵                | محمدحسین مقیمی               |                  |                  | ائتلاف برای ایران / یاران هاشمی   | ۳۱٬۰۹۳    | ۱٫۶۹  |
| ۵۶                | محمدرضا راه‌چمنی (س.)         |                  |                  | ائتلاف برای ایران                 | ۳۰٬۵۳۷    | ۱٫۶۶  |
| ۵۷                | سید مهدی زری‌باف              |                  |                  | ائتلاف مردم / جبهه پایداری        | ۳۰٬۴۷۵    | ۱٫۶۵  |
| ۵۸                | سید فرید موسوی (م.)          |                  |                  | ائتلاف برای ایران / یاران هاشمی   | ۲۸٬۸۴۸    | ۱٫۵۷  |
| ۵۹                | سید محمد آقامیری             | —                | —                | —                                 | ۲۸٬۵۲۵    | ۱٫۵۵  |
| ۶۰                | محمدرضا نجفی (م.)            |                  |                  | ائتلاف برای ایران / یاران هاشمی   | ۲۴٬۴۸۰    | ۱٫۳۳  |
| ۶۱                | محمدحسن طریقت منفرد          |                  |                  | ائتلاف مردم / عدالت‌خواه           | ۲۴٬۴۱۳    | ۱٫۳۳  |
| ۶۲                | غلامرضا مصباحی‌مقدم (س.)      |                  |                  | اقتصاد و معیشت مردم               | ۲۳٬۱۰۲    | ۱٫۲۵  |
| ۶۳                | افشین علا                    |                  |                  | ائتلاف برای ایران / یاران هاشمی   | ۲۲٬۸۹۷    | ۱٫۲۴  |
| ۶۴                | داوود محمدی (م.)             |                  |                  | ائتلاف برای ایران / یاران هاشمی   | ۲۱٬۶۹۴    | ۱٫۱۸  |
| ۶۵                | وحید توتونچی                 |                  |                  | ائتلاف برای ایران / یاران هاشمی   | ۲۰٬۰۳۹    | ۱٫۰۹  |
| ۶۶                | ابوالفضل سروش (م.)           |                  |                  | ائتلاف برای ایران                 | ۱۹٬۴۵۹    | ۱٫۰۶  |
| ۶۷                | سعید باقری                   |                  |                  | ائتلاف برای ایران                 | ۱۸٬۰۳۲    | ۰٫۹۸  |
| ۶۸                | سید محمدرضا شریفی            |                  |                  | ائتلاف برای ایران / یاران هاشمی   | ۱۷٬۸۴۳    | ۰٫۹۷  |
| ۶۹                | محمدحسین شیخ‌محمدی            |                  |                  | ائتلاف برای ایران / یاران هاشمی   | ۱۷٬۵۰۷    | ۰٫۹۵  |
| ۷۰                | اعظم صمصامی                  |                  |                  | ائتلاف برای ایران / یاران هاشمی   | ۱۶٬۸۰۶    | ۰٫۹۱  |
| ۷۱                | مهدی شیخ (م.)                |                  |                  | ائتلاف برای ایران                 | ۱۶٬۶۶۶    | ۰٫۹۰  |
| ۷۲                | محمدهادی انتشاری             |                  |                  | ائتلاف برای ایران / یاران هاشمی   | ۱۶٬۳۸۱    | ۰٫۸۹  |
| ۷۳                | سید محمدجواد ابطحی           |                  |                  | جبهه پایداری                      | ۱۶٬۳۷۷    | ۰٫۸۹  |
| ۷۴                | امیر عسگری                   |                  |                  | ائتلاف برای ایران / یاران هاشمی   | ۱۶٬۳۱۳    | ۰٫۸۹  |
| ۷۵                | فخرالدین صابری               |                  |                  | ائتلاف برای ایران / یاران هاشمی   | ۱۵٬۴۴۷    | ۰٫۸۴  |
| ۷۶                | مهدی صرامی                   |                  |                  | جبهه پایداری                      | ۱۴٬۰۲۸    | ۰٫۷۶  |
| ۷۷                | حسن انصاری                   |                  |                  | ائتلاف برای ایران                 | ۱۳٬۷۳۷    | ۰٫۷۵  |
| ۷۸                | محمد سلیمانی (م.)            |                  |                  | ائتلاف مردم / جبهه پایداری        | ۵۵٬۲۴     | ۰٫۷۴  |
| ۷۹                | محمدرضا رضوانی               | —                | —                | —                                 | ۱۲٬۸۱۴    | ۰٫۷۰  |
| ۸۰                | محسن علیجانی زمانی (م.)      |                  |                  | ائتلاف برای ایران                 | ۱۲٬۱۳۳    | ۰٫۶۶  |
| ۸۱                | علی داستانی                  |                  |                  | ائتلاف برای ایران                 | ۱۱٬۴۸۳    | ۰٫۶۲  |
| ۸۲                | سید محمدرضا اصنافی           |                  |                  | عدالت‌خواه                         | ۱۰٬۹۲۳    | ۰٫۵۹  |
| ۸۳                | سید مجتبی قاسم‌پور            | —                | —                | —                                 | ۱۰٬۳۷۷    | ۰٫۵۶  |
| ۸۴                | مهدی موحدی بک‌نظر             |                  |                  | عدالت‌خواه                         | ۱۰٬۰۷۳    | ۰٫۵۵  |
| ۸۵                | لاله افتخاری                 |                  |                  | اقتصاد و معیشت مردم               | ۱۰٬۰۱۷    | ۰٫۵۴  |
| ۸۶                | الهام امین‌زاده               |                  |                  | اقتصاد و معیشت مردم               | ۹٬۸۰۴     | ۰٫۵۳  |
| ۸۷                | فیروز اصلانی                 |                  |                  | جبهه پایداری                      | ۹٬۷۶۱     | ۰٫۵۳  |
| ۸۸                | محسن بدره                    |                  |                  | عدالت‌خواه                         | ۹٬۵۱۴     | ۰٫۵۲  |
| ۸۹                | حبیب سهرابی پارسا            |                  |                  | ائتلاف برای ایران                 | ۹٬۱۳۱     | ۰٫۵۰  |
| ۹۰                | حسین حاجیلو                  |                  |                  | عدالت‌خواه                         | ۹٬۰۴۶     | ۰٫۴۹  |
| ۹۱                | صادق خلیلیان                 |                  |                  | ائتلاف مردم                       | ۸٬۸۹۱     | ۰٫۴۸  |
| ۹۲                | علی‌حسین رضاییان              |                  |                  | ائتلاف برای ایران                 | ۸٬۸۵۸     | ۰٫۴۸  |
| ۹۳                | سید حسین رضوی‌پور             |                  |                  | عدالت‌خواه                         | ۸٬۷۷۶     | ۰٫۴۸  |
| ۹۴                | رضا کلهر                     |                  |                  | عدالت‌خواه                         | ۸٬۶۷۲     | ۰٫۴۷  |
| ۹۵                | داود منظور                   |                  |                  | ائتلاف مردم / عدالت‌خواه           | ۸٬۶۶۳     | ۰٫۴۷  |
| ۹۶                | علی‌اصغر پورعزت               |                  |                  | عدالت‌خواه                         | ۸٬۳۰۴     | ۰٫۴۵  |
| ۹۷                | سید میعاد صالحی              |                  |                  | اقتصاد و معیشت مردم               | ۸٬۱۲۳     | ۰٫۴۴  |
| ۹۸                | ابوالفضل ظهره‌وند             |                  |                  | ائتلاف مردم                       | ۸٬۰۹۱     | ۰٫۴۴  |
| ۹۹                | سعید کرمی                    |                  |                  | ایران سربلند / ائتلاف مردم        | ۷٬۹۵۰     | ۰٫۴۳  |
| ...               |                              |                  |                  |                                   |           |       |
| ۱۰۲               | یعقوب توکلی                  |                  |                  | عدالت‌خواه                         | ۷٬۶۹۹     | ۰٫۴۲  |
| ...               |                              |                  |                  |                                   |           |       |
| ۱۰۵               | احمد سلطانی شیخ‌علایی         |                  |                  | عدالت‌خواه                         | ۷٬۴۹۶     | ۰٫۴۱  |
| ۱۰۶               | محمد خندان                   |                  |                  | عدالت‌خواه                         | ۷٬۴۰۹     | ۰٫۴۰  |
| ...               |                              |                  |                  |                                   |           |       |
| ۱۰۹               | خسرو رحمانی                  |                  |                  | یاران هاشمی                       | ۷٬۱۸۴     | ۰٫۳۹  |
| ...               |                              |                  |                  |                                   |           |       |
| ۱۱۱               | علی عباس‌پور طهرانی‌فرد (س.)   | —                | —                | —                                 | ۶٬۸۸۹     | ۰٫۳۷  |
| ۱۱۲               | لیلا کمانی                   |                  |                  | یاران هاشمی                       | ۶٬۷۸۴     | ۰٫۳۷  |
| ...               |                              |                  |                  |                                   |           |       |
| ۱۱۴               | سید یوسف مرادی               |                  |                  | عدالت‌خواه                         | ۶٬۶۰۸     | ۰٫۳۶  |
| ...               |                              |                  |                  |                                   |           |       |
| ۱۱۶               | احسان جهاندیده               |                  |                  | عدالت‌خواه                         | ۶٬۲۶۶     | ۰٫۳۴  |
| ۱۱۷               | عطا بهرامی                   |                  |                  | ائتلاف مردم / عدالت‌خواه           | ۶٬۲۳۴     | ۰٫۳۴  |
| ۱۱۸               | محمد شیریجیان                |                  |                  | ائتلاف مردم / عدالت‌خواه           | ۶٬۲۲۶     | ۰٫۳۴  |
| ...               |                              |                  |                  |                                   |           |       |
| ۱۲۰               | معصومه پاپی‌نژاد              |                  |                  | عدالت‌خواه                         | ۵٬۹۳۸     | ۰٫۳۲  |
| ۱۲۱               | محمدجواد رضایی               |                  |                  | عدالت‌خواه                         | ۵٬۹۳۴     | ۰٫۳۲  |
| ...               |                              |                  |                  |                                   |           |       |
| ۱۲۴               | رامین مهمان‌پرست              | —                | —                | —                                 | ۵٬۷۹۹     | ۰٫۳۱  |
| ...               |                              |                  |                  |                                   |           |       |
| ۱۲۸               | عابد عابدی جعفری             |                  |                  | عدالت‌خواه                         | ۵٬۰۲۸     | ۰٫۲۷  |
| ۱۲۹               | بهروز مرادی                  |                  |                  | ائتلاف مردم                       | ۵٬۰۲۸     | ۰٫۲۷  |
| ...               |                              |                  |                  |                                   |           |       |
| ۱۳۲               | نیره قوی                     |                  |                  | ائتلاف مردم                       | ۴٬۹۴۹     | ۰٫۲۷  |
| ۱۳۳               | محمدعیسی انصاری‌فرد           |                  |                  | یاران هاشمی                       | ۴٬۹۳۰     | ۰٫۲۷  |
| ۱۳۴               | افشین خلیلی                  |                  |                  | یاران هاشمی                       | ۴٬۹۱۵     | ۰٫۲۷  |
| ۱۳۵               | محمد آدابی                   |                  |                  | یاران هاشمی                       | ۴٬۸۴۷     | ۰٫۲۶  |
| ۱۳۶               | ابوالفضل رباطی               |                  |                  | یاران هاشمی                       | ۴٬۸۴۲     | ۰٫۲۶  |
| ۱۳۷               | غلامرضا خواجه‌سروی            |                  |                  | ائتلاف مردم / اقتصاد و معیشت مردم | ۴٬۸۳۳     | ۰٫۲۶  |
| ...               |                              |                  |                  |                                   |           |       |
| ۱۳۹               | سید امین‌الله تقوی مطلق       |                  |                  | ائتلاف مردم                       | ۴٬۷۹۰     | ۰٫۲۶  |
| ...               |                              |                  |                  |                                   |           |       |
| ۱۴۱               | نرگس عبدالحمید               |                  |                  | عدالت‌خواه                         | ۴٬۶۹۳     | ۰٫۲۵  |
| ۱۴۲               | محمدرضا زین‌الدینی            |                  |                  | عدالت‌خواه                         | ۴٬۵۱۲     | ۰٫۲۴  |
| ...               |                              |                  |                  |                                   |           |       |
| ۱۴۵               | فاطمه واعظ جوادی             |                  |                  | ائتلاف مردم                       | ۴٬۲۵۲     | ۰٫۲۳  |
| ...               |                              |                  |                  |                                   |           |       |
| ۱۴۷               | محمدنبی ابراهیمی             |                  |                  | یاران هاشمی                       | ۴٬۲۲۶     | ۰٫۲۳  |
| ...               |                              |                  |                  |                                   |           |       |
| ۱٬۱۱۲ نامزد دیگر  | ۱٬۱۱۲ نامزد دیگر             | ۱٬۱۱۲ نامزد دیگر | ۱٬۱۱۲ نامزد دیگر | ۱٬۱۱۲ نامزد دیگر                  | <۴٬۲۰۰    | <۰٫۲۲ |
| آرای باطلهٔ مأخوذه |                              |                  |                  |                                   |           |       |
| کل آرای مأخوذه    | کل آرای مأخوذه               | کل آرای مأخوذه   | کل آرای مأخوذه   | کل آرای مأخوذه                    | ۱٬۸۴۱٬۸۹۱ | ۱۰۰   |

## پیامدها
پیروزی قاطع «لیست وحدت» در انتخابات مجلس یازدهم، نمایانگر غلبه جریان اصول‌گرا در این دوره از انتخابات بود. این نتیجه، در حالی حاصل شد که اصلاح‌طلبان به دلیل عدم اجماع و رد صلاحیت‌های گسترده، از ارائه فهرست واحد در تهران خودداری کردند، و این امر، زمینه را برای پیروزی اصول‌گرایان فراهم نمود. این انتخابات، با کاهش چشمگیر مشارکت مردمی همراه بود، که این موضوع، به عنوان یک چالش جدی در نظام انتخاباتی ایران مطرح شد.

شکل‌گیری مجلسی تقریباً یکدست از اصول‌گرایان، پیامدهای سیاسی و اجتماعی قابل توجهی را به دنبال داشت. این امر، منجر به تقویت جایگاه جریان اصول‌گرا در ساختار قدرت و تاثیرگذاری آن‌ها بر تصمیم‌گیری‌های کلان کشور شد. با این حال، کاهش مشارکت مردمی، سوالاتی را در مورد میزان نمایندگی این مجلس از سوی جامعه مطرح کرد و این مسئله، به موضوعی برای بحث و بررسی در میان تحلیل‌گران سیاسی و اجتماعی تبدیل شد.

## پی‌نوشت

### یادداشت
1. 1 2  دارای تشابه اسمی با نامزد دیگر